# Frederiksberg (metropolitana di Copenaghen)
Frederiksberg è una stazione della  linea M1, della linea M2 e della linea M3 della Metropolitana di Copenaghen.

## Storia
La stazione di Frederiksberg venne inaugurata come metropolitana nel 2003, poiché già nel 1879 funzionava come normale stazione per i treni che da Copenaghen si recavano a Roskilde.

## Interscambi
Nelle vicinanze della stazione effettuano fermata alcune linee automobilistiche, gestite da Movia.
- Fermata autobus